# Іоан (волоський князь)
Іоан (лат. Johannes) — волоський «кнез» (князь), що згадується єдино в грамоті йоаннітам угорського монарха Бели IV від 2 липня 1247 року. Згідно з нею лицарям-госпітальєрам надавались землі в Северинському банаті й Куманії, щоб ті боронили рубежі од половецьких набігів. Володіння Іоана, що розташовувались на півдні Олтенії, так само відходили к орденцям.
У грамоті, опріч нього, також подибуються кнез Фаркаш, воєводи Сенеслав й Литовой, причім двох останніх прямо означено влахами (Olati), тоді коли його ім'я, подане в латинській формі, не прозраджує етнічности власника. Історик Йоан-Аурел Поп, приміром, трактує Іоана як владника однієї з проторумунських політій.